# Brunstorp
Brunstorp är en stadsdel i Huskvarna i Jönköpings kommun, som ligger norr om Huskvarnas centrum och intill Vättern. I Brunstorp finns utomhusbadet Brunstorpsbadet. och Brunstorps gård. 
Brunstorp angränsar i söder till Norrängen.